# Gilbert Klien
Gilbert Klien (* 8. Juli 1929 in Hohenems (Vorarlberg); † 20. Dezember 2012 ebenda) war ein österreichischer Komponist und Pianist.

## Leben
Gilbert Klien erhielt seine erste musikalische Ausbildung in Violine, Klavier und Harmonielehre an der Musikschule der Stadt Dornbirn. Danach studierte er in den Jahren von 1948 bis 1954 an der Universität für Musik und darstellende Kunst Wien Dirigieren bei Hans Swarowsky, Klavier bei Hermann Schwertmann, Komposition bei Alfred Uhl und Musiktheorie bei Otto Siegl. Das Diplom mit Auszeichnung in Dirigieren erhielt er ebenda.
In den Jahren 1954/1955 arbeitete Klien an der Opernschule Universität für Musik und darstellende Kunst Wien als Korrepetitor, danach war er von 1955 bis 1984 beim ORF/Landesstudio Vorarlberg Dornbirn Leiter der Musikabteilung.
Gilbert Klien verstarb 83-jährig nach kurzer, schwerer Krankheit. Nur sieben Tage nach seinem Tod starb auch seine Ehefrau, die Schauspielerin Hedy Klien-Reichel 85-jährig. Gilbert und Hedy Klien wurden am 29. Dezember 2012 gemeinsam auf dem kleinen Friedhof St. Anton in Hohenems zur letzten Ruhe bestattet.
Der künstlerische Nachlass von Gilbert Klien befindet sich im Feldkircher Musikarchiv.

## Auszeichnungen
- 1976: Ehrengabe für Kunst und Wissenschaft des Amts der Vorarlberger Landesregierung[4]
- 1979: Ernennung zum Professor
- 1980: Rudolf-von-Ems-Medaille des Vorarlberger Sängerbundes[2]

## Werke
Klien bedient sich in seinem Kompositionsstil in modifizierter Art und Weise der traditionellen Form. Sein musikalisches Credo ist der Kontrapunkt, dessen absolute Beherrschung er bis zur letzten Konsequenz in seinen Werken wie „Passacaglia für Klarinettenquartett“ und in der „Fantasia e doppia Fuga für Streichquartett“ dokumentiert hat.
- Ouvertüre im italienischen Stil – für Orchester (1949)[6]
- Musik zum Nibelungendrama „Kriemhild“ – für Orchester (1951/1955)[6]
- Musik zum Schauspiel „Der Gefangene auf Burg Ems“ – für Orchester (1952)[6]
- Divertimento – für Bläserquartett (1953)[6]
- Suite aus der Musik zum Nibelungendrama „Kriemhild“ – für Orchester (1953)[6]
- Concerto – für Orchester (1954)[6]
- Ouvertüre in d – für Orchester (1956)[6]
- Drei Fugen für Streichtrio – für Violine, Viola und Violoncello (1956)[6]
- Sonate für Violoncello und Klavier (1957)[6]
- Der flandrische Totentanz – für Männerchor und drei Pauken (1958)[6]
- Visionen für Klavier (1959)[6]
- Drei Lieder für Sopran und Klavier nach Gedichten von Rainer Maria Rilke (1960)[6]
- Der Frühling – Kantate nach Gedichten von Anton Wildgans (1961)[6]
- Drei Lieder nach Gedichten von Josef Weinheber – für Klaviersolo und Solostimme Sopran (1962)[6]
- Notturno für Flöte und tiefe Bläser (1963)[6]
- Zwei Männerchöre nach Gedichten von Otto Borger (1970)[6]
- Passacaglia für Klarinettenquartett – Sextett für drei Klarinetten und drei Bassklarinetten (1972/1994)[6]
- Wer sich die Musik erkiest – Wer sich die Musik erkiest (1972)[6]
- Fantasia e doppia Fuga für Klarinettenquartett – Quartett für drei Klarinetten und Bassklarinette (1976–1980/1982)[6]